# Neutronbomb
En neutronbomb är ett kärnvapen som konstruerats för att ge upphov till en förhöjd andel neutronstrålning i förhållande till sin sprängverkan.

## Allmänt
Fysikern Samuel T. Cohen anses ha varit "neutronbombens fader".

## Konstruktion
En neutronbomb utgörs av en två-stegs fusionsladdning vars röntgenreflektorer släpper igenom neutronemission. Det kan åstadkommas med reflektorer av krom eller nickel. Neutronstrålningen är cirka tio gånger större än hos en motsvarande fissionsbomb. Dessa neutroner har även en hög energi, cirka 14 MeV, medan den hos en motsvarande fissionsbomb ligger på bara 1-2 MeV. I trestegs fission-fusion-fissionsvapen utgörs det tredje steget av fission av uran, huvudsakligen bestående av isotopen 238U, som kan fissionera om det utsätts för neutronstrålning vars energi är större än 1 MeV. Uranets uppgift är även att, genom sin tröghet, hålla samman laddningen, och därigenom effektivisera den. I neutronbomber ersätts det tredje steget av ett annat hölje bestående av volfram, nickel, järn och rhenium.

## Verkan
Den vanliga bilden av en neutronbomb som något som "dödar allt liv men lämnar kvar byggnader" stämmer inte. Sprängverkan är i och för sig begränsad till omkring 1/4 av ett motsvarande konventionellt kärnvapen, men det är ändå så mycket att det inte gör någon praktisk skillnad i de flesta fall. För oskyddade mål, som städer och människor, spelar det ingen större roll om de utsätts för ett vanligt kärnvapen eller en neutronbomb. Allt oskyddat inom räckhåll för strålningen kommer ändå att förintas av tryckvågen, som når mycket längre än strålningen vid de flesta laddningsstorlekar. 

## Syfte
Neutronbomben konstruerades för att bekämpa bepansrade förband. Lätta material som finns i jord och vatten skyddar bättre mot neutroner än tunga material som finns i pansar. Det innebär att skyddsrum ger ett bättre skydd än pansarfordon. Neutronbomber är därför främst meningsfulla som vapen mot mål som kan överleva tryckvågen, men som är känsliga för strålning. Grupper av stridsvagnar är ett typiskt sådant mål.